# Gutmann (Unternehmen)

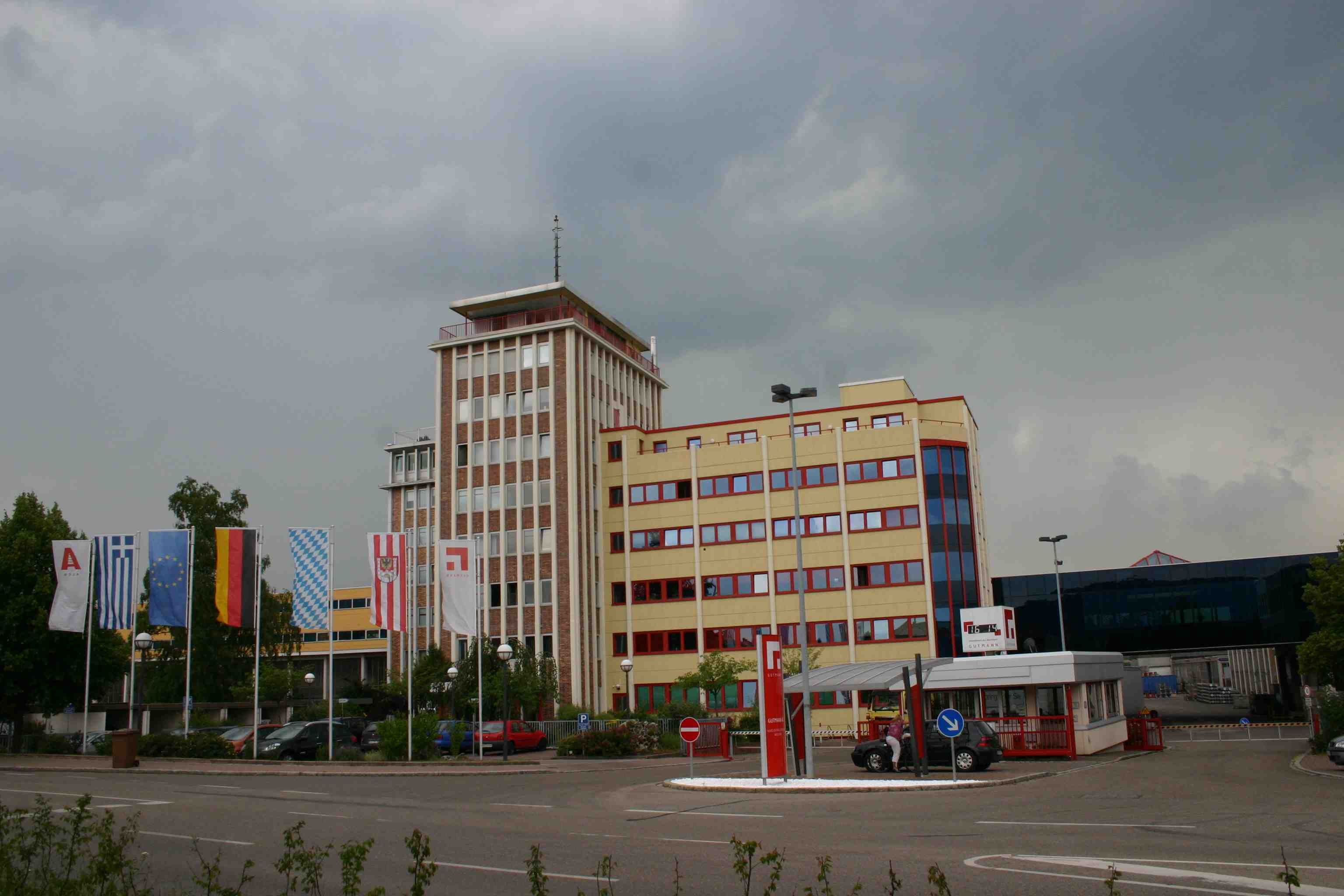
Haupteingang Gutmann AG in Weißenburg i. Bay.

Die Gutmann AG (oder Gutmann Gruppe, Eigenschreibweise GUTMANN) ist ein metallverarbeitendes Unternehmen mit dem Hauptsitz in Weißenburg in Bayern und Werk-Standorten in Gundelfingen und Neumünster. Es werden Aluminiumprodukte für die Baubranche, Automobilindustrie, Maschinenbau sowie Elektrotechnik hergestellt.

## Geschichte
1937 wurde Gutmann als Leichtmetall-Drahtwerk H. Gutmann in Weißenburg durch Hermann Gutmann gegründet und bald darauf in HERMANN GUTMANN WERKE umbenannt. Nach dem Tod des Weißenburger Ehrenbürgers Gutmann im Jahr 1987 ging das Unternehmen an die von ihm gegründete Hermann Gutmann Stiftung über. Im Jahr 2002 Übergang in die GUTMANN AG. 2004 wurde die Aluminiumprofilfertigung der Josef Gartner GmbH in Gundelfingen und 2007 die Nordalu Wernal GmbH in Neumünster von der Gutmann AG zugekauft.

## Unternehmensaufbau
Gutmann hat nach eigenen Angaben 1300 Mitarbeiter, davon 600 in Weißenburg. Laut Creditreform beträgt die Mitarbeiterzahl 660. Der Umsatz belief sich auf ca. 123 Millionen Euro. Im Jahr 2007 verarbeitete Gutmann 55.000 Tonnen Aluminium. Das entspricht in etwa zehn Prozent des gesamtdeutschen Verbrauches. Zur Firma gehören heute die Tochterunternehmen Gutmann Bausysteme GmbH, Gartner Extrusion GmbH, Nordalu GmbH sowie Gutmann Aluminium Draht GmbH.